# Per Ciljan Skjelbred
Per Ciljan Skjelbred, né le 16 juin 1987 à Trondheim, en Norvège, est un footballeur international norvégien évoluant au poste de milieu de terrain au Ranheim Fotball.

## Biographie

### En club

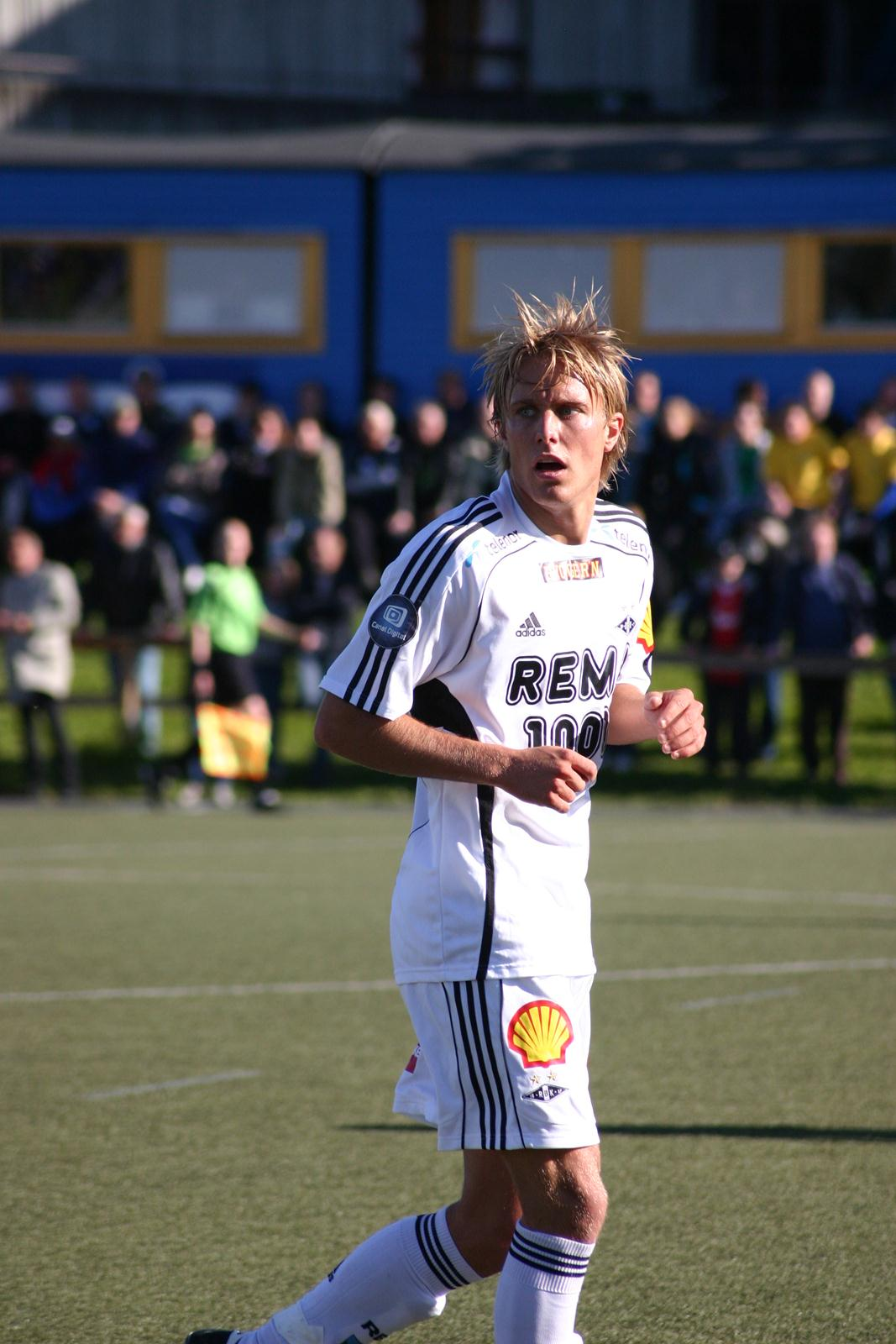
Skjelbred avec Rosenborg en 2009

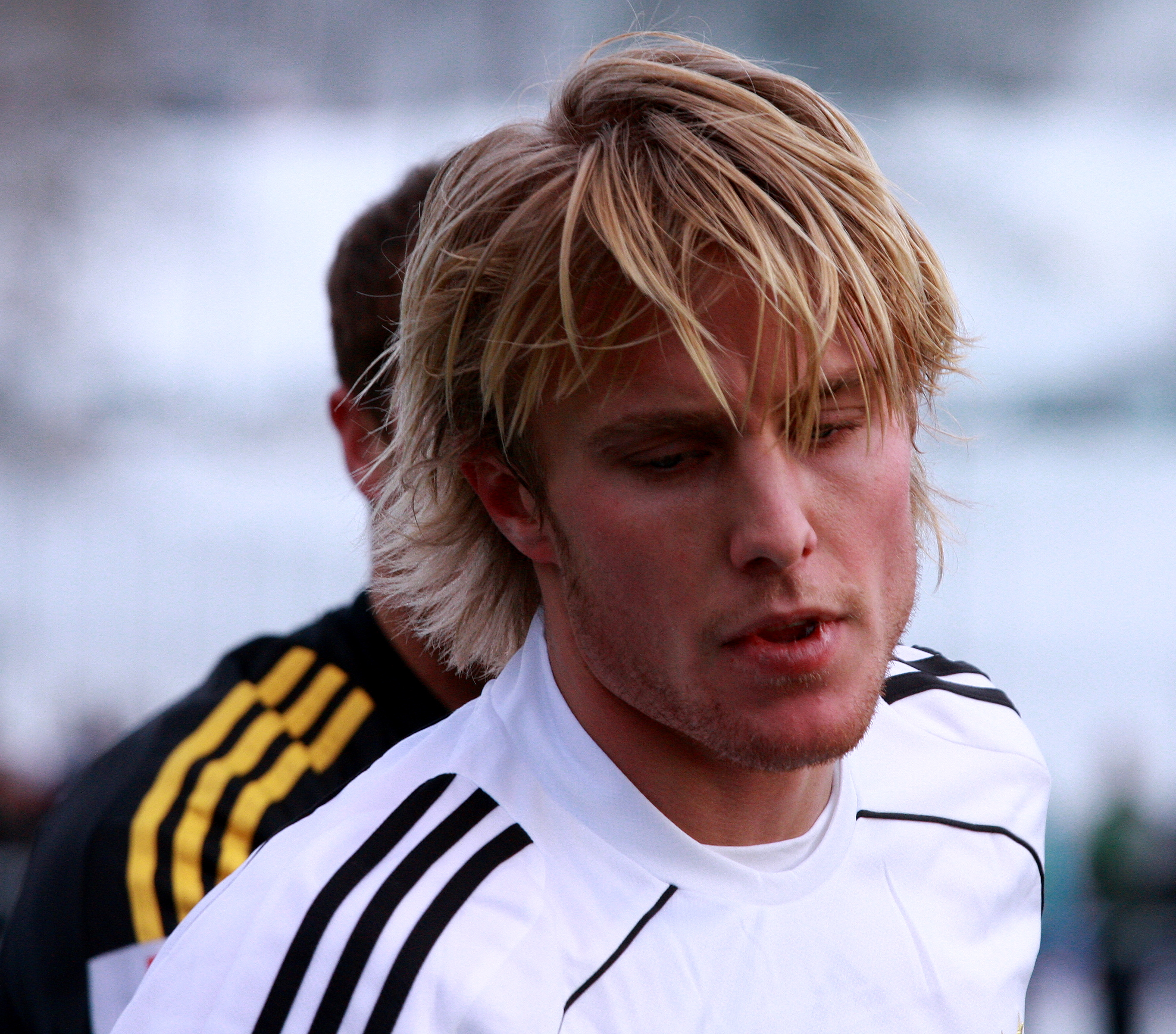
Skjelbred avec Rosenborg en 2010

Per Ciljan Skjelbred a commencé sa carrière au club de football local de Trygg/Lade (no). À partir la saison 2004, il évolue au club de Rosenborg BK. Il a été gravement blessé au tibia lors du match de la Ligue des champions le 23 novembre 2005, contre l'Olympiakos par un tacle de Ieroklís Stoltídis.
Il rejoint le club du Hambourg SV durant l'été 2011.
En fin de contrat au Hertha Berlin en juin 2020, il décide de retourner à Rosenborg (où il a déjà évolué entre 2004 et 2011) à l'issue de celui-ci.
En janvier 2024, Per Ciljan Skjelbred rejoint librement le Ranheim Fotball, en deuxième division norvégienne. Le transfert est annoncé le 11 décembre 2023, et il signe un contrat d'un an.

### Carrière internationale
Per Ciljan Skjelbred honore sa première sélection avec l'équipe nationale de Norvège le 28 mars 2007 contre la Turquie. Il entre en jeu à la place de Kristofer Hæstad et les deux équipes se neutralisent (2-2). 
Skjelbred compte un total de 43 sélections et un but.

## Vie privée
Per Ciljan Skjelbred s'est marié le 15 octobre 2012 avec Kristina, sa compagne depuis 9 ans.
Ils sont devenus parents en 2010 avec la naissance de Jonathan, puis en 2012 avec Eline Sofie.

## Palmarès
- Rosenborg BK
  - Champion de Norvège en 2004, 2006, 2009 et 2010